# Amaury de Almeida Nóbrega
Amaury de Almeida Nóbrega, meglio noto come Amaury (Barra do Piraí, 19 maggio 1932), è un ex calciatore brasiliano, di ruolo centrocampista.

## Carriera

### Nazionale
Venne convocato dalla Nazionale brasiliana che partecipò ai Giochi olimpici di Helsinki, nel corso dei quali, tuttavia, non disputò neanche una partita.